# 優勝美地湖 (加利福尼亞州)
優勝美地湖公園（英語：Yosemite Lakes Park）是位於美國加利福尼亞州馬德拉縣的一個人口普查指定地區。

## 地理
優勝美地湖公園的座標為37°11′28″N 119°46′22″W / 37.19111°N 119.77278°W，而該地最高點為海拔高度385米（即1263英尺）。

## 人口
根據2010年美國人口普查的數據，優勝美地湖公園的面積為54.387平方千米，當中陸地面積為54.136平方千米，而水域面積為0.251平方千米。當地共有人口4952人，而人口密度為每平方千米91人。